# Michael Gielen
Michael Andreas Gielen (Dresda, 20 luglio 1927 – Mondsee, 8 marzo 2019) è stato un direttore d'orchestra e compositore austriaco.
Ha promosso la musica contemporanea nell'opera e nel concerto, dirigendo anteprime come il Requièm di György Ligeti, Carré di Karlheinz Stockhausen e l'opera Die Soldaten di Bernd Alois Zimmermann. Ha diretto l'Oper Frankfurt dal 1977 al 1987, in seguito chiamato l'Era di Gielen, collaborando con registi teatrali come Hans Neuenfels e Ruth Berghaus e rilanciando opere come Die Gezeichneten di Schreker, presentata per la prima volta a Francoforte nel 1918.

## Biografia
Michael Gielen nacque a Dresda, in Germania, da Rose (nata Steuermann) e Josef Gielen, un direttore d'opera. Da parte di madre è nipote di Eduard Steuermann e Salka Viertel. Suo padre era cristiano e sua madre era ebrea.
Iniziò la sua carriera come pianista a Buenos Aires, dove studiò con Erwin Leuchter e fece una prima esecuzione dei lavori completi per pianoforte di Arnold Schönberg nel 1949 (la prima del Sud America). Mentre prestava servizio come direttore e répétiteur alla Wiener Staatsoper (1950-60), dirigeva produzioni di musica contemporanea al di fuori del teatro dell'opera.
Il suo successivo incarico operistico fu come direttore d'orchestra dell'Opera reale svedese dal 1960-65, seguito da un incarico alla De Nationale Opera e all'Oper Frankfurt dal 1977. È stato direttore principale dell'Orchestra Nazionale del Belgio (1969-73), dell'Orchestra Sinfonica di Cincinnati (1980-86) e della Southwest German Radio Symphony Orchestra (1986-99), con la quale fin da allora è stato molto legato.
Ha dimostrato una grande padronanza delle più complesse partiture contemporanee, e ha diretto molte anteprime, tra cui Fassade e Klangschatten - mein Saitenspiel di Helmut Lachenmann, il Requièm di György Ligeti, Carré di Karlheinz Stockhausen e Die Soldaten di Bernd Alois Zimmermann. Nel 1973 ha registrato l'opera di Schönberg, Moses und Aron, usata come colonna sonora per il film Moses und Aron.
Nel 1979 ha ripreso l'opera Die Gezeichneten di Schreker all'Oper Frankfurt, dove era stata eseguita per la prima volta nel 1918. Durante il suo periodo a Francoforte, in seguito chiamato Gielen Era, ha collaborato con registi teatrali come Hans Neuenfels per Aida di Verdi e con Ruth Berghaus per L'anello del Nibelungo di Wagner.
Come compositore Gielen ha elaborato la tradizione della seconda scuola di Vienna, ed il piccolo corpus delle sue opere comprende scene di poesie di Hans Arp, Paul Claudel, Stefan George e Pablo Neruda. Nell'ottobre 2014 Gielen annunciò il suo ritiro dalla direzione orchestrale per motivi di salute, in particolare la vista gravemente deteriorata.

## Premi
- 1986: Premio Theodor W. Adorno
- 2010: Premio Ernst von Siemens
- Giugno 2010: Gran Croce al Merito con Stella della Repubblica Federale di Germania

## Lavori scelti
- Die Glocken sind auf falscher Spur basato sul lavoro di Hans Arp, premiere 1970, Joan Carroll, Siegfried Palm, Aloys Kontarsky, Wilhelm Bruck, Christoph Caskel, Michael Gielen, al Saarländischer Rundfunk festival "Musik im 20. Jahrhundert"
- 1983 - 1985: quartetto d'archi Un vieux souvenir basato su Les Fleurs du mal di Baudelaires, premiere 1985, LaSalle Quartet, Cincinnati

## Pubblicazioni
- (DE) Michael Gielen, Unbedingt Musik. Erinnerungen, 2ª ed., Francoforte sul Meno, Insel, 18 luglio 2005, ISBN 3-458-17272-6.
- (DE) Michael Gielen, Paul Fiebig, Mahler im Gespräch. Die zehn Sinfonien, Stoccarda, Metzler, 9 luglio 2002, ISBN 3-476-01933-0.